# سيغفريد فليش
سيغفريد فليش (بالألمانية: Siegfried Flesch)‏ هو مبارز بالسيف نمساوي، ولد في 11 مارس 1872 في برنو في التشيك، وتوفي في 11 أغسطس 1939.

## وصلات خارجية
- سيغفريد فليش على موقع أوليمبيديا (الإنجليزية)